# Foro maculare
Per  foro maculare in campo medico, si intende una piccola rottura nella macula, la zona più sensibile alla luce che si trova al centro della retina.

## Eziologia
La causa esatta rimane sconosciuta, mentre in passato si presupponeva un evento traumatico e dopo una degenerazione di una cisti, attualmente si presuppone sia demerito di un'anomalia a livello del corpo vitreo.
I fori maculari possono essere anche causati da traumi, da miopia elevata e, non ultimi, da fattori vascolari come la retinopatia diabetica, nonché da occlusioni venose, retinopatia ipertensiva e nuovi vasi sottoretinici.

## Segni e sintomi
I sintomi e i segni clinici presentano una lenta e progressiva distorsione delle immagini che l'occhio capta, con comparsa di una macchia scura. Le persone mostrano difficoltà nella lettura. L'evoluzione della malattia è composta da 4 differenti stadi, solo dal terzo si presenta il foro.

## Diagnosi
La diagnosi avviene attraverso l'esame del fondo oculare. L'esame indispensabile e non invasivo per studiare le caratteristiche del foro maculare è l'OCT (Tomografia ottica a coerenza di fase, che consente di "fotografare" i diversi strati della retina).

## Terapia
Come terapia l'unica possibile è quella chirurgica attraverso la vitrectomia, con un successo di circa il 90% dei casi.